# Млечник острейший
Мле́чник остре́йший (лат. Lactárius acérrimus) — гриб рода Млечник (лат. Lactarius) семейства Сыроежковые (лат. Russulaceae).

## Морфология
- Шляпка ∅ 2—10 см, гладкая, у зрелых грибов вогнутая, со слабоволнистым краем. Кожица влажная в сырую погоду, голая, гладкая, различных оттенков охристого цвета, более тёмная в центре, с выраженными концентрическими зонами.
- Пластинки относительно редкие, тонкие, с пластиночками и анастомозами, слабо низбегающие, того же цвета, что и шляпка, но светлее. Базидии двуспоровые, 45—60×10—13 мкм. Цистиды веретеновидные, 65—100×6,5—7 мкм.
- Споровый порошок охристый. Споры 10—14×9—13 мкм, с бородавчато-хребтовидной орнаментацией, хребетики высотой до 2,5 мкм.
- Ножка до 10 см высотой, ∅ до 1,5 см, цилиндрическая, полая, твёрдая, голая, влажная в сырую погоду, с гладкой поверхностью, светлее шляпки.
- Мякоть плотная, белая, острая, без запаха.
- Млечный сок белый, не меняющий цвета на воздухе.

## Экология и распространение
В широколиственных лесах под дубами. Европа.